# Ka (faraon)
Ka a fost un faraon al Egiptului antic din perioada predinastica. A domnit in perioada 3150 i.e.n din Dinastia 0. El, de asemenea, a fost predecesorul lui Menes/Narmer, cel care a unificat Egiptul. Originea lui Ka este controversata.